# Хохлатый колибри

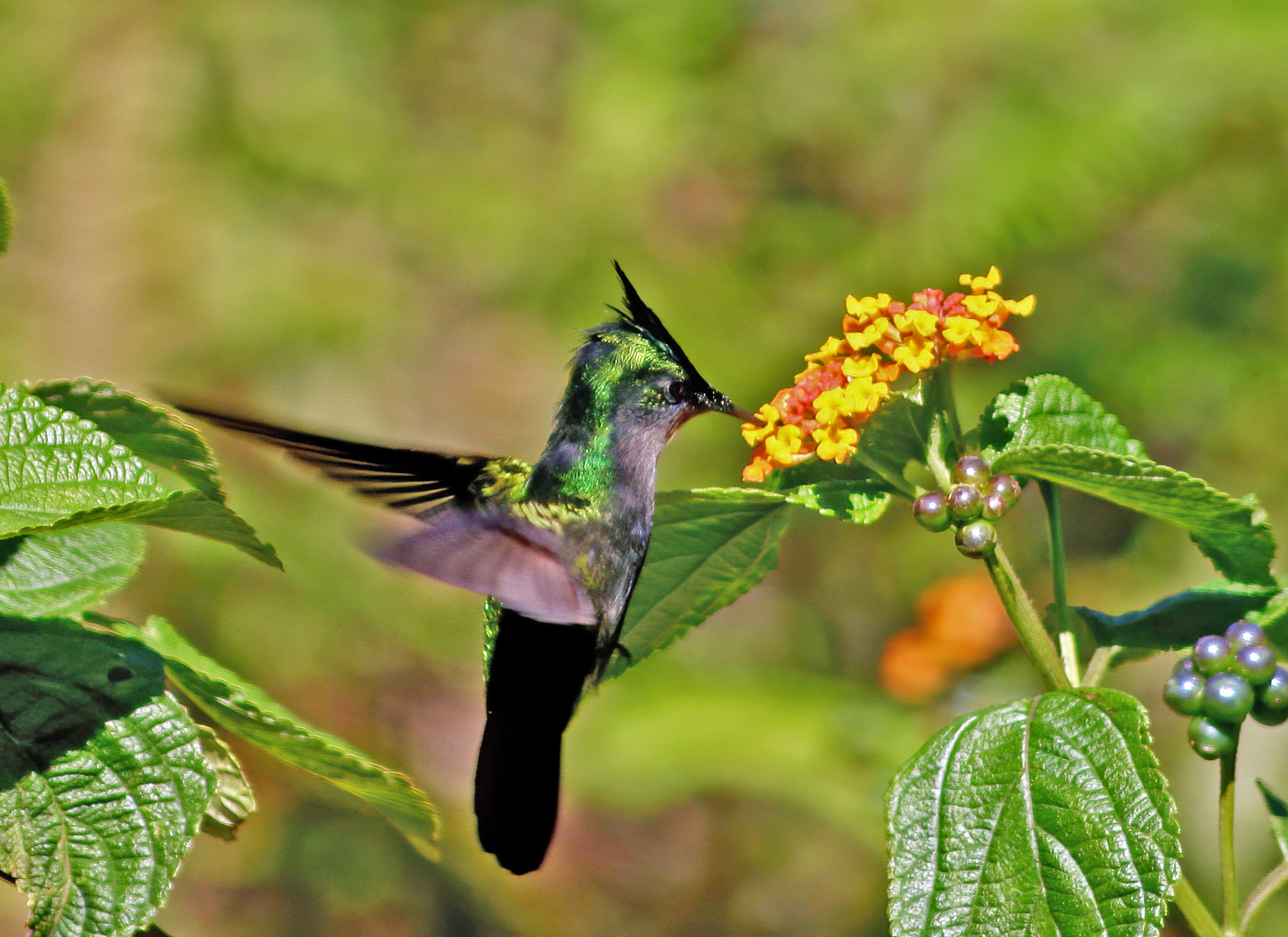
На острове Доминика

Хохла́тый коли́бри (лат. Orthorhyncus cristatus) — восточнокарибский вид колибриобразных птиц из подсемейства Trochilinae внутри семейства колибри (Trochilidae), выделяемый в монотипный род Orthorhyncus. Птицы населяют плантации, городские местности, субтропические и тропические низменные влажные леса и влажные кустарниковые местности. Длина тела — 8,5—9,5 см; длина клюва самцов 7,5—10 мм, самок — 9—12 мм. Птицы питаются нектаром цветков близ земли или в пологе. Питаются нектаром цветов гибискуса, цитрусовых, лантаны и Stachytarpheta, а также цветков зернобобовых культур, например, огненного дерева и баухинии пёстрой.

## Подвиды
- Orthorhyncus cristatus exilis — от востока Пуэрто-Рико южнее через Малые Антильские острова до Сент-Люсии[1];
- Orthorhyncus cristatus ornatus — Сент-Винсент[1];

Orthorhyncus cristatus

- Orthorhyncus cristatus cristatus — Барбадос[1];
- Orthorhyncus cristatus emigrans — Гренада[1].